# Lullihajávrre
Lullihajávrre, enligt tidigare ortografi Lullihajaure, är en sjö i Jokkmokks kommun i Lappland och ingår i Luleälvens huvudavrinningsområde. Sjön har en area på 0,138 kvadratkilometer och ligger 1 339,1 meter över havet. Lullihajaure ligger i Sarek Natura 2000-område. Sjön avvattnas av vattendraget Bálgátjåhkå.

## Delavrinningsområde
Lullihajávrre ingår i det delavrinningsområde (745211-157207) som SMHI kallar för Mynnar i Kamajåkkå. Medelhöjden är 1 259 meter över havet och ytan är 32,7 kvadratkilometer. Det finns inga avrinningsområden uppströms utan avrinningsområdet är högsta punkten. Bálgátjåhkå som avvattnar avrinningsområdet har biflödesordning 4, vilket innebär att vattnet flödar genom totalt 4 vattendrag innan det når havet efter 331 kilometer. Avrinningsområdet består mestadels av kalfjäll (89 procent). Avrinningsområdet har 0,51 kvadratkilometer vattenytor vilket ger det en sjöprocent på 1,6 procent. Delavrinningsområdet täcks till 9,85 procent av glaciärer, med en yta av 3,2225 kvadratkilometer.